# شهرستان درونگ
شهرستان درونگ (به لاتین: Dêrong County) یک منطقهٔ مسکونی در چین است که در ولایت خودمختار گارزئی تبتی واقع شده‌است.